# Helichrysum selaginifolium
Helichrysum selaginifolium là một loài thực vật có hoa trong họ Cúc. Loài này được (DC.) Viguier & Humbert mô tả khoa học đầu tiên năm 1914.